# Foz
Foz és un municipi de la província de Lugo, Galícia. Té aproximadament 9.754 habitants (2006), però a l'estiu arriba a triplicar la seva població. Pertany a la comarca d'A Mariña Central, situat en la desembocadura del riu Masma on es forma la ria de Foz, amb una extensió aproximada de 100 km². Es troba a la vora del mar Cantàbric, entre els ajuntaments costaners de Burela i Barreiros, limitant en l'interior amb els municipis de Lourenzá, Mondoñedo, O Valadouro, Alfoz i Cervo. Encara que anteriorment Foz va ser un poble mariner, actualment la major part dels recursos econòmics s'obtenen del turisme.

## Etimologia
El nom de Foz prové de la paraula llatina "fauce", que descriu de forma gràfica la desembocadura del riu Masma.

## Història
La fundació de Foz data d'època prerromana, com es testifica pels castros existents de Fazouro i Pena do Altar. La seva fundació pot ser que es remunti a l'època dels àrtabres o, segons l'historiador Amor Meilán, va poder haver estat una factoria establerta pels tartèssics. Durant el segle IX el municipi va tenir gran florida a causa de l'establiment de la seu episcopal en San Martín de Mondoñedo, traslladada a Mondoñedo després del bisbat de Sant Gonçal. En l'època dels Reis Catòlics, Foz va mantenir certs privilegis i exempcions a conseqüència de la seva importància comercial. Durant els segles xvi i xvii Foz va comptar amb un important port i amb un dels tres drassanes més importants de Galícia. Armadors i pescadors focenses es dedicaven, fonamentalment, a la captura de balenes. Aquesta importància pesquera va ser decaient amb el temps, encara que avui queda una important tradició marinera.

## Parròquies
- Cangas (San Pedro)
- Cordido (San Xiao)
- Fazouro (Santiago)
- Foz (Santiago)
- Nois (San Xiao)
- San Martiño de Mondoñedo (San Martiño)
- Santa Cilla do Valadouro (Santa Cilla)
- Santo Acisclo do Valadouro (San Acisclo)
- Vilaronte (San Xoán)

## Població
| ×                       | Total | Homes | Dones |
| ----------------------- | ----- | ----- | ----- |
| 1998                    | 9.520 | 4.538 | 4.982 |
| 1999                    | 9.527 | 4.531 | 4.996 |
| 2000                    | 9.558 | 4.545 | 5.013 |
| 2001                    | 9.659 | 4.619 | 5.040 |
| 2002                    | 9.612 | 4.602 | 5.010 |
| 2003                    | 9.591 | 4.587 | 5.004 |
| 2004                    | 9.619 | 4.606 | 5.013 |
| 2005                    | 9.664 | 4.644 | 5.020 |
| 2006                    | 9.754 | 4.755 | 4.999 |
| Fuente: I.N.E. (España) |       |       |       |

## Activitat económica
|                              | % total | % homes | % dones |
| ---------------------------- | ------- | ------- | ------- |
| Taxa d'activitat             | 47,7    | 61,8    | 35,0    |
| Taxa d'atur                  | 10      | 7,3     | 16,5    |
| Font: I.N.E. (Espanya), 2001 |         |         |         |